# 馮小剛
馮 小剛（フォン・シャオガン、漢字日本語読み：ふうしょうごう）は中国の映画監督、俳優である。

## 略歴
中国北京市生まれ。祖籍は湖南省湘潭市。中学を卒業してから中国人民解放軍陸軍北京軍区の文芸工作団に入る。1977年に第38集団軍の宣伝隊に入り1978年に正式に第38集団軍へ入隊。1985年に北京電視芸術中心に編入されアートディレクターを務める。のちに親友である葛優の紹介で上海国際映画祭に参加し、これを機に映画の世界へ足を踏み入れる。
2015年、主演した『ロクさん』で第52回金馬奨最優秀主演男優賞を受賞した。2016年、第64回サンセバスチャン国際映画祭で監督作品『わたしは潘金蓮じゃない』（英題:I am not Madame Bovary）がゴールデン・シェル賞（最優秀作品賞）を受賞。同作は第53回金馬奨でも最優秀監督賞を受賞した。12月8日から 12月13日に開催された第1回マカオ国際映画祭にて生涯功労賞を受賞した。

## 概説
1997年以降年末に映画を撮り、『夢の請負人』から賀歳片（正月映画と言う意味）と言う言葉が出来た。

## 主な監督作品
- 夢の請負人（1997）
- 遥かな想い チャイニーズ・ドリーム in U.S.A（1998）
- ミレニアム・ラブ（1999）
- 一声嘆息（2000）
- ハッピー･フューネラル（2001）
- ケータイ（2003）
- イノセントワールド -天下無賊-（2004）
- 女帝 ［エンペラー］（2006）
- 戦場のレクイエム（2007）
- 狙った恋の落とし方。（2008）
- 唐山大地震（2010）
- 狙った恋の落とし方。2（2010）（2011東京／札幌・中国映画週間で上映）
- 一九四二（2012）
- わたしは潘金蓮じゃない（2016）（第12回大阪アジアン映画祭で上映） ※ 第64回サンセバスチャン国際映画祭・ゴールデン・シェル賞（最優秀作品賞）受賞 [2]
- 芳華-Youth-（2017）